# Поточанка
Поточа́нка (бел. Патача́нка; также известна как Габка или Поточанка-Габка) — река в Докшицком районе Витебской области Белоруссии. Правый приток реки Сервечь, в свою очередь впадающей в Вилию.
Исток Поточанки находится рядом с агрогородком Волколата, устье — в 1 км к северу от деревни Ясеновцы. Высота устья над уровнем моря — 173,5 м.
Длина реки составляет 14 км. Площадь водосбора — 72 км². Средний наклон водной поверхности — 1,7 м/км.
Русло канализовано. К верховьям подходит система мелиорационных каналов. В пойме реки располагается озеро Станиславское.